# Revolutionära fronten
Revolutionära fronten (RF eller Revfront) var en vänsterextrem och våldsbejakande svensk utomparlamentarisk militant organisation som mellan 2002 och 2015 enligt sitt program arbetade för socialism, internationalism och antifascism.
Revolutionära frontens mål var att avskaffa dagens samhälle genom revolution för att ersätta detta med ett socialistiskt.
Organisationen bestod av lokala grupper som arbetade på sina respektive orter. 2011 fanns fyra lokala grupper i Stockholm, Örebro, Linköping och Göteborg.

## Historia
Revolutionära fronten skapades 2002 och fanns då i Göteborg och Örebro. Sedan 2002 hade det funnits lokalgrupper i flera svenska städer, varav en del har försvunnit genom åren. Organisationen skapades då man sökte en bredare politik än bara den antifascistiska som då var dominerande hos den militanta vänsterrörelsen. En av medgrundarna var Joel Bjurströmer Almgren, som dömdes till 6 år och 6 månaders fängelse för bland annat dråpförsök i samband antirasistdemonstrationerna i Kärrtorp 2013. Den 27 september 2015 meddelades att rörelsen lades ned.

## Ideologi
RF var en mångideologisk organisation som hade en socialistisk syn på samhället och sade sig sträva mot det klasslösa, "förtrycksbefriade" samhället. I detta ingick det enligt dem att kämpa mot kapitalism, sexism, homofobi, rasism och fascism. 
De såg våld som en metod att uppnå detta och skrev i sin Principförklaring: "Användandet av revolutionärt våld ser vi som en rent taktisk och politisk fråga och inte som en moralisk."
I Uppdrag Granskning presenterade Janne Josefsson Säkerhetspolisens analys av Revolutionära fronten som präglad av våldsromantik och att organisationen i sociala medier hyllar militanta organisationer som Röda brigaderna och Real IRA.

## Organisation
RF var medlem i North European Anti-Capitalist Network (NEAN), vilket är en del av Peoples Global Action (PGA), ett nätverk av antikapitalistiska grupper i norra Europa.  Organisationen tog på sin hemsida på sig ansvaret för misshandelsfall, vandaliseringar och hot.

## Revolutionära fronten i media
- Aftonbladet beskrev RF som "det mest aggressiva nätverket i en våg av vänsterextremistiska attentat" i en artikel om kvinnor som utövare av vänsterextremistiskt våld den 13 september 2009 [14]
- Göteborgs-Posten nämnde RF och AFA som exempel på politisk hemvist för vänsterextrema våldsverkare i en artikel den 15 december 2009 [15]
- Bärgslagsbladet/Arboga Tidning skrev om RF:s attack mot en Vit makt-spelning [16]
- Metro intervjuade RF inför motdemonstrationerna den 30 november 2012 [17]
- Uppdrag granskning gjorde ett program som handlade om RF, och sändes den 7 maj 2014. [18]
- Amerikanska youtube-baserade Vice gjorde ett reportage om Sveriges vänsterextremister, fokuserat på RF som släpptes den 27 maj 2014 [19]